# 莫尔托-库利伯夫
莫尔托-库利伯夫（法語：Morteaux-Coulibœuf，法語發音：[mɔʁto kulibœf] ⓘ）是法国卡尔瓦多斯省的一个市镇，属于卡昂区。该市镇于1857年由原市镇莫尔托（Morteaux）和库利伯夫（Coulibœuf）合并而成。

## 地理
莫尔托-库利伯夫（48°55'28"N, 0°4'31"W）面积11.76 平方千米，位于法国诺曼底大区卡爾瓦多斯省，该省份为法国西北部沿海省份，北濒大西洋英吉利海峡，东北与滨海塞纳省以海上边界相接，东临厄尔省，南至奧恩省，西与芒什省接壤。
与莫尔托-库利伯夫接壤的市镇（或旧市镇、城区）包括：欧日地区巴鲁、博迈、贝尼耶尔达伊、当布兰维尔、弗雷内拉梅尔、卢瓦尼、欧日地区诺雷、维克、维伊莱法莱斯。
莫尔托-库利伯夫的时区为UTC+01:00、UTC+02:00（夏令时）。

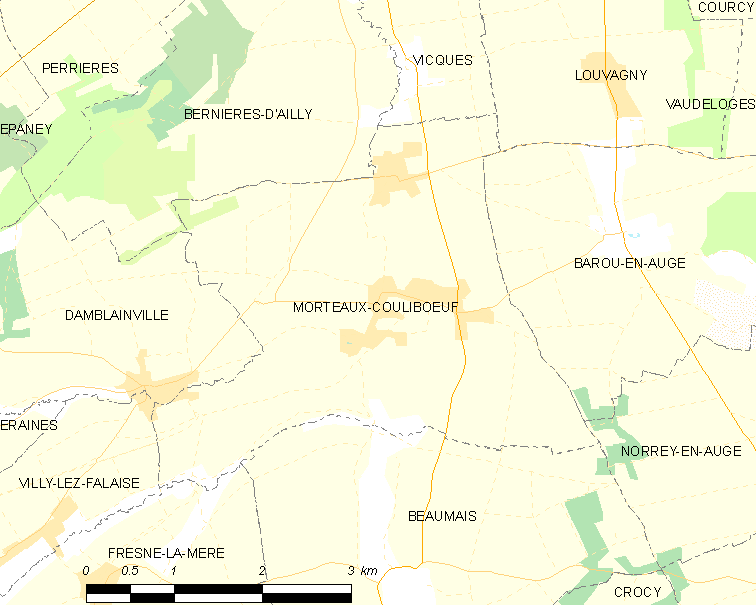
莫尔托-库利伯夫的OSM定位图

## 行政
莫尔托-库利伯夫的邮政编码为14620，INSEE市镇编码为14452。

## 政治
莫尔托-库利伯夫所属的省级选区为法莱斯县。

## 人口

1962-2008年间莫尔托-库利伯夫人口变化图示

莫尔托-库利伯夫于2022年1月1日时的人口数量为607人。